# Tương Châu
Tương Châu (Tiếng Trung: 襄州/襄州, trước tháng 12 năm 2010 gọi là Tương Dương (襄陽/襄阳)), là một quận (khu) thuộc thành phố Tương Dương, tỉnh Hồ Bắc, Trung Quốc. Tên gọi Tương Châu để chỉ khu vực này có từ thời Tây Ngụy Cung Đế (554-556).

## Diện tích, dân số
Tương Châu có tổng diện tích 2.576 km², dân số năm 2004 là 1.050.000 người.

## Phân cấp hành chính
Tương Châu có 14 trấn: Trương Loan, Long Vương, Thạch Kiều, Hoàng Tập, Hỏa Bài, Cổ Dịch, Chu Tập, Trình Hà, Song Câu, Trương Gia Tập, Hoàng Long, Dục Sơn, Đông Tân, Mễ Trang.